# 益田正洋
益田 正洋（ますだ まさひろ、1978年1月1日 - ）日本のクラシックギタリスト。長崎県長崎市出身。現在東京都在住

## 人物
幼少より両親の手ほどきでクラシックギターを始める。益田洋一、福田進一、藤井眞吾、山口修などに師事。長崎市立勝山小学校、長崎市立長崎中学校、長崎県立長崎東高等学校、長崎大学経済学部へ進学。大学卒業後の2000年秋、アメリカ合衆国ニューヨークのジュリアード音楽院へ留学。シャロン・イズビンに師事。2003年に日本に帰国し、本格的な演奏活動を始める。
1989年、第20回クラシカルギターコンクールにて史上最年少入賞。当時の審査委員長、伊福部昭により審査員特別賞を授与される。翌年の第21回クラシカルギターコンクールにて史上最年少（当時12歳）で第一位を受賞する。また、1992年に第35回東京国際ギターコンクール、その後はバーネットファミリー財団国際ギターコンクールなど数々のクラシックギターコンクールにて入賞する。
また、2001年にロドリーゴ生誕100周年記念コンサートのコンチェルト・クラシックギターソリストとして、ニューヨーク・リンカーンセンターにてJ.デプリースト（現在東京都交響楽団常任指揮者）指揮、ジュリアード・シンフォニーと共演。アランフエス協奏曲を演奏する。
2009年ディズニー・オン・クラシックのアコースティック・セレクションに、クラシックギタリストとして初めて選ばれる。また同年7月には藤井眞吾作曲の「地平線の協奏曲 Horizontal Concerto（独奏ギターとマンドリン合奏のための）」を初演。
最近ではさまざまなジャンルとのコラボも展開中。特にスペイン美術を得意とする美術史家、川瀬佑介との「スペイン！ ギターと絵画の交わるところ」と題したコンサート企画は、音楽評論家の濱田滋郎も「スリリングなまでの美的高揚感と知的満足感」と評していて、大変評判を集めている。
現在、日本のトップクラシックギタリストの一人としてソロ演奏、室内楽、レコーディングなどで活躍中。他にアマチュア愛好家への教授活動、アウトリーチや病院ロビーコンサートにも出演することもあり、活躍の場は幅広い。
祖先は石見益田を本拠としていた武家、益田氏らしい。

## ディスコグラフィ

### ソロCD
- デビュー〜21世紀への鼓動〜（1995年10月1日、シュペル・ノーバ)
- プログレッション HR1062（2005年2月9日、ホマ・ドリーム)
- カンタービレ FOCD9258（2006年3月21日、フォンテック)
- 36のカプリス FOCD9295（2007年3月21日、フォンテック)
- セゴビアへのオマージュ FOCD9336（2007年12月21日、フォンテック)
- ヴィラ＝ロボス作品集 FOCD9420 2009年3月21日、フォンテック)
- ディズニー・オン・クラシック2009 AVCW-12743（2009年10月7日、ウォルト・ディズニー・レコーズ)
- ディズニー・オン・クラシック2009ライヴ AVCW-12763 - AVCW-12764（2010年2月3日、ウォルト・ディズニー・レコーズ)
- ソナタ FOCD9455（2010年3月21日、フォンテック)
- バッハ・オン・ギター FOCD9482（2010年9月21日、フォンテック)
- スペイン！「アンダルシアの風景」 FOCD9455（2011年2月23日、フォンテック)
- ギタリストのためのギター・エチュード選集・アルペジオ編 EFCD4166（2011年5月15日、フォンテック)
- ギタリストのためのギター・エチュード選集・スケール編 EFCD4167（2011年5月15日、フォンテック)
- ベスト デビュー20周年記念 FOCD9547（2011年11月2日、フォンテック)
- カタルーニャ FOCD9506（2012年8月8日、フォンテック)
- ソナタII[3] FOCD9604（2013年10月9日、フォンテック)
- レア・トラックス[4] （2014年9月10日、フォンテック)（インターネット限定配信アルバム）
- ソナタIII[5]「フェルナンド・ソル作品集」 FOCD9645（2014年10月8日、フォンテック)
- セゴビア編による ソルの20の練習曲 [5]「セゴビア編による ソルの20の練習曲」 FOCD9690（2015年5月11日、フォンテック)
- グラナドス・12のスペイン舞曲集(全曲)[6]「グラナドス・12のスペイン舞曲集(全曲)」 FOCD9712（2016年5月11日、フォンテック)
- モレーノ・トローバ ギター作品集[7]「モレーノ・トローバ ギター作品集」 FOCD9764（2017年11月23日、フォンテック)
- バッハ・オン・ギター 2 FOCD9797（2018年11月26日、フォンテック)
- カルカッシ 25のエチュード全曲　作品60 FOCD9827（2019年12月21日、フォンテック)
- バッハ・オン・ギター 3「無伴奏チェロ組曲全集 vol.1」 FOCD9845（2021年2月3日、フォンテック)
- バッハ・オン・ギター 4「無伴奏チェロ組曲全集 vol.2」 FOCD9860（2021年11月24日、フォンテック)
- ジュリアーニ：私の愛する花の選集 FOCD9884（2023年6月14日、フォンテック)

### 室内楽
- スピリトーソ
- ア・ピアチェーレ~マンドリン・ギターオリジナル作品集~

## これまでの主な共演者

### 芸能人、著名人
- 市川森一（脚本家）
- 別所哲也（俳優）
- 斉藤とも子（女優）
- 川瀬佑介（美術史家）

### ギタリスト
- 大萩康司（ギタリスト）
- 木村大（ギタリスト）
- 荘村清志（ギタリスト）
- 鈴木大介（ギタリスト）
- 坪川真理子（ギタリスト）
- 福田進一（ギタリスト）
- 藤井眞吾（ギタリスト）
- 藤元高輝（ギタリスト）
- 益田展行（ギタリスト）
- 松尾俊介（ギタリスト）
- 村治佳織（ギタリスト）
- 河野智美（ギタリスト）
- 山口修 (ギタリスト)
- 山田岳 (ギタリスト)

### 指揮者
- ジェームズ・デプリースト（指揮者）
- ロベルト・ミンチュク(指揮)
- 小森康弘(指揮)
- 北爪道夫（指揮者・作曲家）
- 藤井眞吾(指揮)
- 山田慶一(指揮)
- 大井剛史(指揮)

### オーケストラ
- 東京藝術大学フィルハーモニア管弦楽団
- OMURA室内合奏団
- アンサンブル・オレイユ
- オンディーヌ室内管弦楽団
- 港北区民交響楽団
- 渋谷交響楽団
- ながさきマンドリンオーケストラ東京

### 弦楽器奏者
- 井上静香(ヴァイオリニスト)
- 小野明子(ヴァイオリニスト)
- 塩貝みつる(ヴァイオリニスト)
- 江島有希子(ヴァイオリニスト)
- 城代さや香(ヴァイオリニスト)
- 土岐祐奈(ヴァイオリニスト)
- 七澤清貴(ヴァイオリニスト)
- 景山誠治(ヴァイオリニスト)
- 山本友重(ヴァイオリニスト)
- 大山平一郎（指揮者・ヴィオリスト）
- 須田祥子（指揮者・ヴィオリスト）
- 山下典道（ヴィオリスト）
- 藤村俊介（チェリスト）
- 金子鈴太郎（チェリスト）
- 田中雅弘（チェリスト）
- 竹間久枝（マンドリニスト）

### 管楽器奏者
- 青森英明（クラリネット）
- 荒川洋（フルーティスト）
- 難波薫（フルーティスト）
- 葛西賀子（フルーティスト）
- 高橋明日香（リコーダー）
- 重見佳奈（フルーティスト）
- 立川和男（フルーティスト）

### 声楽家
- 藤木大地（カウンターテナー）
- 田中彩子（ソプラノ）
- 清水麻依（ソプラノ）
- 豊島正伸（テノール）

### ピアニスト
- ジョシュア・カレン・カロッツァ（ピアニスト）
- 上田陽（ピアニスト）
- 大室晃子（ピアニスト）
- 西澤安澄（ピアニスト）

### 作曲家
- ウェイ・チェイ・リン（作曲家）
- 藤井眞吾（作曲家）

### その他
- 中野雄（音楽プロデューサー）
- 朝岡聡(フリーアナウンサー、クラシックソムリエ)

## 主なメディアへの登場

### 新聞
- 東京新聞（2008年5月24日 朝刊）
- 読売新聞（2009年1月23日 夕刊）
- 読売新聞（2008年1月24日 夕刊）
- 日経新聞（2017年6月3日 朝刊 交遊抄）
- 朝日新聞
- 長崎新聞
- 西日本新聞
- 北海道新聞
- 福島民友

### 雑誌
- レコード芸術誌
- CDジャーナル誌
- 現代ギター誌
- 音楽現代誌
- ぶらあぼ
- 季刊・オーディオアクセサリー
- 山野楽器フリーペーパー Varie
- 月刊ディズニーファン
- サライ

### テレビ
- ふるさとSTATION（テレビ朝日系列・NCC長崎文化放送&KFB福島放送）（2005年9月13日放送）
- アド街ック天国（テレビ東京）
- NHK長崎放送局　夕方のニュース番組
- 長崎の民法各局の情報番組　etc.

### ラジオ
- J-WAVE GOOD MORNING TOKYO (J-WAVE)（2009年4月7日放送）
- 名曲リサイタル (NHK-FM)（2008年2月16日、2011年11月13日放送）